# 2013 în științifico-fantastic
- 2012 în științifico-fantastic — 2013 în științifico-fantastic — 2014 în științifico-fantastic

2013 în științifico-fantastic implică o serie de evenimente:

## Nașteri și decese

### Decese
- 18 ianuarie : Jacques Sadoul, editor și scriitor francez, decedat la 78 de ani.
- 4 februarie : Richard E. Geis, scriitor american, decedat la 85 de ani.
- 5 aprilie  : George Anania, scriitor român, decedat la 71 de ani (n. 1941)
- 30 aprilie : Andrew J. Offutt, scriitor american, decedat la 78 de ani.
- 26 mai : Jack Vance, scriitor american, decedat la 96 de ani.
- 8 iunie : John Boyd, scriitor american, decedat la 93 de ani.
- 9 iunie : Iain Banks, scriitor scoțian, decedat la 59 de ani.
- 19 iunie : Parke Godwin, scriitor american, decedat la 84 de ani.
- 23 iunie : Richard Matheson, scriitor american, decedat la 87 de ani.
- 2 agust : Patricia Anthony, scriitor american, decedat la 66 de ani.
- 2 septembrie : Frederik Pohl, scriitor american, decedat la 93 de ani.
- 6 septembrie : Ann C. Crispin, scriitor american, decedat la 63 de ani.
- 9 noiembrie : Donald Malcolm, scriitor scoțian, decedat la 83 de ani.

## Cărți

### Romane
- Earth Afire de Orson Scott Card
- Abaddon's Gate de James S.A. Corey
- The Long War de Terry Pratchett și Stephen Baxter
- The Circle de Dave Eggers
- Guardian de Jack Campbell
- Shadow of Freedom de David Weber

### Colecții de povestiri
- The Best Horror of the Year: Volume Five
- Călătorii în timp, antologie SF, Nemira

## Filme
| Titlu                                      | Regizor                    | Distribuție | Țara                                                                                         | Sub-Gen /Note           |
| ------------------------------------------ | -------------------------- | --- | -------------------------------------------------------------------------------------------- | ----------------------- |
| After Earth                                | M. Night Shyamalan         | Will Smith, Jaden Smith | Statele Unite ale Americii                                                                   | Acțiune, aventură       |
| The A.R.K. Report – Secret for the Century | Shmuel Hoffman             | Katy Castaldi, Pascal Yen-Pfister, Ayden Crispe | Israel · Statele Unite ale Americii                                                          | Acțiune, Scurtmetraj    |
| The Colony                                 | Jeff Renfroe               | Laurence Fishburne, Bill Paxton, Kevin Zegers | Canada                                                                                       | Postapocaliptic         |
| The Congress                               | Ari Folman                 | Robin Wright, Harvey Keitel, Jon Hamm, Paul Giamatti | Israel · Germania · Polonia · Luxemburg · Belgia                                             | Live Acțiune/animație   |
| The Cosmonaut                              | Nicolás Alcalá             | Katrine De Candole, Leon Ockenden, David Barrass | Spania                                                                                       |                         |
| Dark Skies (Ceruri întunecate)             | Scott Stewart              | Keri Russell, Josh Hamilton | Statele Unite ale Americii                                                                   | Groază                  |
| Despicable Me 2                            | Pierre Coffin Chris Renaud | Steve Carell (Gru), Kristen Wigg (Agent Lucy Wilde), Benjamin Bratt (Eduardo), Miranda Cosgrove (Margo), Dana Gaier (Edith), Elsie Kate Fisher (Agnes), Steve Coogan (Silas Ramsbottom) | Statele Unite ale Americii                                                                   | Animație, Comedie       |
| Elysium                                    | Neill Blomkamp             | Matt Damon, Jodie Foster, Wagner Moura, Alice Braga, Sharlto Copley | Statele Unite ale Americii                                                                   | Acțiune, Dramatic       |
| Escape from Planet Earth                   | Cal Brunker                | Brendan Fraser (Scorch Supernova), Jessica Alba (Lena), Rob Corddry (Gary Supernova), Sarah Jessica Parker (Kira Supernova)                                                             | Statele Unite ale Americii                                                                   | Animație                |
| Europa Report                              | Sebastián Cordero          | Sharlto Copley, Michael Nyqvist, Daniel Wu | Statele Unite ale Americii                                                                   |                         |
| Ender's Game                               | Gavin Hood                 | Asa Butterfield, Abigail Breslin, Harrison Ford | Statele Unite ale Americii                                                                   |                         |
| G.I. Joe: Retaliation                      | Jon M. Chu                 | Dwayne Johnson, Bruce Willis, Channing Tatum | Statele Unite ale Americii                                                                   | Acțiune                 |
| Gatchaman                                  | Tōya Satō                  | Tori Matsuzaka, Gō Ayano, Ayame Gouriki | Japonia                                                                                      | 24 august 2013          |
| Gravity                                    | Alfonso Cuarón             | Sandra Bullock, George Clooney | Statele Unite ale Americii · Regatul Unit al Marii Britanii și al Irlandei de Nord           | 4 octombrie 2013        |
| Her                                        | Spike Jonze                | Joaquin Phoenix, Scarlett Johansson | Statele Unite ale Americii                                                                   |                         |
| The Hunger Games: Catching Fire            | Francis Lawrence           | Jennifer Lawrence, Josh Hutcherson, Liam Hemsworth | Statele Unite ale Americii                                                                   |                         |
| The Host                                   | Andrew Niccol              | Saoirse Ronan, Diane Kruger, William Hurt | Statele Unite ale Americii                                                                   | Romantic                |
| Iron Man 3                                 | Shane Black                | Robert Downey, Jr., Gwyneth Paltrow, Don Cheadle, Guy Pearce, Ben Kingsley | Statele Unite ale Americii                                                                   | Film cu supereroi       |
| Krrish 3                                   | Rakesh Roshan              | Hritik Roshan, Vivek oberoi, Priyanka | India                                                                                        |                         |
| The Last Days on Mars                      | Ruairí Robinson            | Liev Schreiber, Romola Garai, Elias Koteas | Republica Irlanda · Regatul Unit al Marii Britanii și al Irlandei de Nord                    | Thriller                |
| Man of Steel                               | Zack Snyder                | Henry Cavill, Amy Adams, Michael Shannon | Statele Unite ale Americii · Regatul Unit al Marii Britanii și al Irlandei de Nord           | Film cu supereroi       |
| Oblivion                                   | Joseph Kosinski            | Tom Cruise, Andrea Riseborough, Olga Kurylenko, Morgan Freeman | Statele Unite ale Americii                                                                   | Postapocaliptic         |
| Pacific Rim                                | Guillermo del Toro         | Idris Elba, Charlie Day, Charlie Hunnam | Statele Unite ale Americii                                                                   | Monster                 |
| The Purge                                  | James DeMonaco             | Lena Headey, Ethan Hawke | Statele Unite ale Americii                                                                   | Thriller                |
| Riddick                                    | David Twohy                | Vin Diesel, Katee Sackhoff, Karl Urban | Statele Unite ale Americii                                                                   | [ 2 ]                   |
| Snowpiercer                                | Bong Joon-ho               | Chris Evans, Song Kang-ho, Jamie Bell, Tilda Swinton, John Hurt, Ed Harris | Coreea de Sud · Statele Unite ale Americii · Franța                                          | Acțiune, Thriller       |
| Space Pirate Captain Harlock               | Shinji Aramaki             | | Japonia                                                                                      |                         |
| Star Trek Into Darkness                    | J.J. Abrams                | Chris Pine, Zachary Quinto, Zoe Saldana | Statele Unite ale Americii                                                                   | Acțiune                 |
| Thor: The Dark World                       | Alan Taylor                | Chris Hemsworth, Natalie Portman, Tom Hiddleston | Statele Unite ale Americii                                                                   | Film cu supereroi       |
| The Wolverine                              | James Mangold              | Hugh Jackman, Will Yun Lee | Statele Unite ale Americii                                                                   | Superhero               |
| World War Z                                | Marc Forster               | Brad Pitt, Mireille Enos, James Badge Dale | Statele Unite ale Americii                                                                   | Postapocaliptic, Groază |
| The World's End                            | Edgar Wright               | Simon Pegg, Nick Frost, Martin Freeman | Regatul Unit al Marii Britanii și al Irlandei de Nord · Statele Unite ale Americii · Japonia | Comedie                 |
| The Zero Theorem                           | Terry Gilliam              | Christoph Waltz, Mélanie Thierry | Regatul Unit al Marii Britanii și al Irlandei de Nord · România · Franța                     | Drama, Fantastic        |
|                                            |                            | |                                                                                              |                         |

### Filme TV
- Eve of Destruction miniserial TV regizat de Robert Lieberman.
- Age of Dinosaurs regizat de Joseph J. Lawson.
- Stonados regizat de Jason Bourque.

## Premii
Premiul Saturn (a 39-a ediție)
- Cel mai bun film SF: Răzbunătorii, regia Joss Whedon

Premiul Nebula pentru cel mai bun roman
- Ancillary Justice de Ann Leckie

Premiul Hugo pentru cel mai bun roman
- Redshirts de John Scalzi

## Vezi și
- 2013 în literatură